# Kontaktni upaljač
Kontaktni upaljač, udarni upaljač, perkusioni upaljač ili upaljač sa direktnim dejstvom (UK) je upaljač koji se postavlja u vrh (nos) bombe ili granate kako bi detonirao pri kontaktu sa čvrstom površinom.
Mnogi udarci su nepredvidivi: mogu uključivati meku površinu ili udar pod kosim uglom. Čisti kontaktni upaljač je često nepouzdan u takvim slučajevima, pa se umesto njega koristi osetljiviji udarni ili inercioni upaljač. Ova dva tipa se često kombinuju u istom mehanizmu. 

## Artiljerijski upaljači
Prvi upotrebljiv udarni upaljač Britanske vojske za granate s visokoeksplozivnim punjenjem bio je Upaljač br. 106 iz Prvog svetskog rata. Ovaj upaljač je imao jednostavan plunger ili udarač na vrhu, koji je gurajući pokretao iglu za paljenje da udari u detonator. Njegova sposobnost da eksplodira odmah na površini zemlje koristila se za čišćenje bodljikave žice u „ničijoj zemlji“, umesto da se granata zakopa pre eksplozije, što bi ostavilo dubok, ali beskoristan krater. Udarač je bio zaštićen sigurnosnom kapicom koja se skidala pre punjenja, ali nije imao druge sigurnosne mehanizme.
Najjednostavniji oblik artiljerijskog kontaktnog upaljača je mekan metalni vrh (nos) granate ispunjen eksplozivom kao što je azid olova. Primer toga je britanski udarni upaljač br. 233  iz Drugog svetskog rata („direktno dejstvo“). Primarni eksploziv prenosi detonaciju na pojačivač unutar upaljača, koji zatim prenosi eksploziju na glavno punjenje granate. Kako artiljerijske granate padaju sa značajnim udarom, „meki“ vrh može biti dovoljno robustan za bezbedno rukovanje, bez potrebe za zaštitnom kapicom ili sigurnosnim mehanizmom. Međutim, kao standardna praksa, upaljači i granate se transportuju odvojeno, a upaljač se postavlja neposredno pre upotrebe. Ovi jednostavni kontaktni upaljači se uglavnom koriste za protivtenkovske granate, a ne za visokoeksplozivne granate.
Sofisticiraniji upaljač je dvojni upaljač, osetljiv i na direktni kontakt i na okrznuće.  Primer toga je britanski upaljač br. 119 iz Drugog svetskog rata.  Ovaj upaljač koristi udarač u nosu granate, slično kao originalni upaljač br. 106, ali je znatno složeniji jer ima dodatni mehanizam inercije za okrznuće, kao i tri automatska sigurnosna uređaja. Kod jednostavnog kontaktnog udara, udarač se pomera unazad u detonatorsku kapsulu. Kod okrznuća, inercijski mehanizam se aktivira, gde kapsula sa teškim nosačem putuje napred prema udaraču. Udarač je u skladištenju zaštićen sigurnosnom kapicom koja se skida pre punjenja, ali može ostati na mestu ako je cilj iza prepreke, smanjujući osetljivost udarača na lake udarce kroz vegetaciju. Ovaj upaljač će i dalje funkcionisati kroz inercijski mehanizam ili jak udar. Predviđena su tri sigurnosna uređaja, jedan koji se oslobađa inercijom tokom pucanja, koji zatim otključava drugi koji se oslobađa centrifugalnom silom školjke koja se okreće. To su mehaničke brave koje sprečavaju da udarač dođe u kontakt sa peletom. Treći uređaj je centrifugalni zatvarač koji u početku blokira širenje od detonatorske kuglice do pojačivača eksploziva.
Većina artiljerijskih kontaktnih upaljača deluje odmah, iako neki mogu imati odloženo dejstvo.  Ovakvi upaljači omogućavaju visokoeksplozivnim ili poluoklopnim granatama da probiju zid pre eksplozije, čime se postiže maksimalna šteta unutar zgrade. Kada granata pogađa snažan oklop, odlaganje nije odgovarajuće, pa se takvi upaljači često prebacuju na „superbrzi“ ili trenutni mod. 
Vremenski upaljači se koriste za vazdušne eksplozije. Njihovo vreme odlaganja (½ sekunde ili duže) počinje od trenutka ispaljivanja, a ne od udara. Ovi upaljači takođe mogu imati mogućnost kontaktnog dejstva.  Pošto su ovakvi upaljači složeniji i osetljiviji, obično imaju mehanizam za sigurnost, kao što je sigurnosna žica koja se mora ukloniti pre upotrebe.

## Upaljači za bombe koje se izbacuju iz vazduha
Upaljači za bombe izbačene iz vazduha generalno koriste unutrašnji inercioni upaljač, koji se aktivira naglom usporavanjem pri udaru. Zbog rizika od pada aviona ili potrebe da avion sleti s neizbačenom bombom, ovi upaljači su zaštićeni sofisticiranim sigurnosnim sistemima kako bi se osiguralo da se mogu aktivirati samo nakon namernog izbacivanja bombe.

### Stabo
Nemci su tokom Drugog svetskog rata razvili bombu poznatu kao Stachelbombe ili stabo (bomba sa šiljkom), bila je standardna bomba, od 50 kg do 500 kg, modifikovana za upotrebu sa male visine.   Da bi se izbegao rizik od rikošeta pri udaru o zemlju, na vrh bombe je bio postavljen metalni šiljak koji je prvi penetrirao zemlju i fiksirao bombu kako bi se sprečilo njeno odbacivanje. Ovaj dizajn je bio kritičan, jer bez šiljka postoji opasnost da bomba ne pogodi cilj i ošteti avion koji ju je izbacio. Kako su nemački električni upaljači imali kašnjenje prilikom aktiviranja, a bombe su ispuštane s vrlo male visine, nije bilo dovoljno vremena za aktiviranje, pa su ponekad dodavani i kontaktni upaljači na vrhove šiljaka.
Slični uređaji su korišćeni i od strane sovjetskih snaga, posebno u napadima iz aviona Il-2 Sturmovik.

### Fat Man
Jedan od najpoznatijih primera bombi koje su koristile kontaktne upaljače je atomska bomba Fat Man, koja je bačena na Nagasaki. Bomba je bila namenjena za detonaciju u vazduhu i bila je opremljena radarom za određivanje visine i barometarskim upaljačima. Zbog tajnosti uređaja i neprihvatljivog rizika da se fragmenti bombe ili plutonijum oporave nakon neuspešnog bacanja, ugrađeni su i dodatni kontaktni upaljači kako bi uništili bombu u slučaju neuspeha. Na nos bombe su bila postavljena četiri piezoelektrična udarna upaljača tipa AN-219. 

### BLU-82
BLU-82 je bila velika konvencionalna eksplozivna bomba, korišćena za pravljenje prostora za sletanje helikoptera u šumama. Planirana detonacija ove bombe bila je na vrlo maloj visini, svega nekoliko metara iznad tla, kako bi se maksimalizovao efekat raščišćavanja, a minimiziralo stvaranje kratera. Upaljač je bio mehanički udarni upaljač sa šiljkom dugim 97 cm, koji je bio postavljen na vrh bombe.

### Ostali upaljači
Kontaktni upaljači se aktiviraju kada niz povezanih senzora za udar, koji su postavljeni na spoljašnji deo nosa eksplozivnog uređaja, dođe u kontakt sa čvrstom podlogom. Kontakt sa tlom aktivira unutrašnje elektronske krugove za paljenje, što dovodi do detonacije eksplozivnog uređaja. Konični poklopac preko uređaja sprečava preranu detonaciju tokom transporta i dok se bomba prenosi do cilja avionom.

## Literatura
- Thomas Enke. Grundlagen der Waffen- und Munitionstechnik. ISBN 978-3-8029-6198-4. Walhalla Fachverlag, 4., aktualisierte Auflage, Regensburg, 2023, , S. 391 f.
- John Batchelor, Ian Hogg (1977), Die Geschichte der Artillerie. Das Geschütz, Eisenbahngeschütze, Küstengeschütze, Flak, Pak, Geschütze auf Selbstfahrlafetten, rückstoßfreie Geschütze, Zünder [Artillery] (на језику: (језик: енглески)), Превод: Egbert von Kleist, München: Heyne
- Wolfgang Fleischer. Deutsche Abwurfmunition bis 1945. Sprengbomben, Brandbomben, Sonderabwurfmunition, Abwurfbehälter, Zünder. ISBN 978-3-613-02286-7. Motorbuchverlag, Stuttgart 2003, .
- R. Germershausen, E. Schaub;  . (1977),  Rheinmetall, ур., Waffentechnisches Taschenbuch (на језику: немачки) (3 изд.), Düsseldorf, OCLC 664599417
- Peter Jaeggi. Die Zünder der Schweizer Armee 1848–2000. Eine geschichtliche und technische Übersicht der Zünder von Geschossen, Raketen, Fliegerbomben, Handgranaten und Minen. ISBN 978-3-85648-131-5. Merker im Effingerhof, Lenzburg 2006, .
- Oberkommando des Heeres: Merkblatt über russische Spreng- und Zündmittel, Minen und Zünder: ihr Einsatz beim Feind und ihre Beseitigung: vom 1. Januar 1942. Dünnhaupt, Dessau 1942.
- Peter Voß (2008), Deutsche und österreichische Bomben und Zünder im 1. Weltkrieg (на језику: немачки), Hamburg: 4V Verlag
- Karlheinz Ossendorf: Von der Sprengkapsel zum modernen Sprengzünder. 100 Jahre Troisdorfer Zünder: 1886–1986. Dynamit Nobel, Troisdorf 1986, OCLC 75058151.
- Karl Rudolf Pawlas (1977), Munitions-Lexikon. Bd. 1 Geschoß-Zünder (на језику: немачки), Nürnberg: Pawlas
- Hans Linnenkohl. Vom Einzelschuss zur Feuerwalze. ISBN 978-3-7637-5966-8. Bernard & Graefe Verlag, Bonn 1996, .
- Tillmann Reibert. Die Deutschen Minen- und Granatwerfer im Ersten Weltkrieg 1914–1918. Eine Zusammenstellung der ins Feld gegangenen Geräte nebst ihrem Zubehör und ihrer Munition. ISBN 978-3-7375-0433-1. S. 94, .

## Napomene
1. ↑  In British terminology, "D.A." stands for "direct action", i.e. contact, rather than double-acting. Many D.A. fuzes, such as the No. 233, are not double-acting.